# Saxon, South Carolina
Saxon är en ort i Spartanburg County i delstaten South Carolina, USA.